# Аббаслы, Эльгюн Иса оглы
Эльгюн Иса оглы Аббаслы (азерб. Abbaslı Elgün İsa oğlu; род. 14 апреля 1992, Баку) — азербайджанский футболист, амплуа — полузащитник.

## Биография
Эльгюн начал заниматься футболом в возрасте 7 лет в бакинском детском футбольном клубе «Азери», среди детей 1992 года рождения. Пробыл в данном клубе 7 лет.

## Клубная карьера

### Чемпионат
В 2007—2008 годах, выступая в юношеском составе ФК «Нефтчи» Баку под руководством опытного тренера Ислама Керимова, стал победителем первенства Азербайджана среди юношей до 15 лет.
С 2008 по 2011 года защищал цвета дублирующего состава ФК АЗАЛ (Баку). Тогда команда ещё выступала под старым названием «Олимпик-Шувелян».
В 2011 году переходит в основной состав «лётчиков», выступающих в Премьер-лиге Азербайджана, с которыми заключает трёхлетний контракт.
С лета 2013 года, на правах аренды переходит в клуб первого дивизиона ПФК «Араз-Нахчыван», с которым заключает контракт на один год.

### Кубок
Будучи игроком ФК «Араз-Нахчыван», провёл в Кубке Азербайджана 2 игры.
| № | Дата            | Раунд                    | Клуб            | Соперник | Итог |
| - | --------------- | ------------------------ | --------------- | -------- | ---- |
| 1 | 30 октября 2013 | Первый раунд             | «Араз-Нахчыван» | «Ахсу»   | 1:0  |
| 2 | 4 декабря 2013  | Второй раунд, 1/8 финала | «Араз-Нахчыван» | «Симург» | 2:2  |

## Лига Европы УЕФА
Был в заявке ФК АЗАЛ для участия в Лиге Европы УЕФА сезона 2011/2012 годов.

## Сборная Азербайджана

### до 15
В 2007 году призывался на учебно-тренировочные сборы юношеской сборной Азербайджана до 15 лет.

## Достижения
- 2014 год — победитель Первого Дивизиона Азербайджана в составе ФК «Араз-Нахчыван».